# Нахна

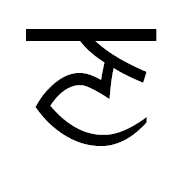
Нахна.

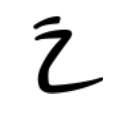
Рукописная нахна.

Нахна (хинди णाहणा), нана (в.-пандж. ਣਾਣਾ), ਣ — буква алфавита гурмукхи, обозначает ретрофлексный носовой согласный. Буква встречается внутри и в конце слова. Слов, начинающихся на букву нана, нет. Кроме того, после буквы ਰ нахна автоматически превращается в ਨ: ਕਰ + ਣਾ → ਕਰਨਾ.
В конце слова ਣ или ਣੀ = ਣ + ◌ੀ , «ни» часто указывают на женский род существительного, обозначающий самку, жену или малый размер, а именно:
- если существительное в мужском роде заканчивается на ਈ — «и», то в женском роде меняется на ਅਣ:

ਮਾਲੀ (садовник) → ਮਾਲਣ (жена садовника)
- если существительное в мужском роде заканчивается на согласный, то в женском роде добавляется ਈ, ਨੀ, ਣੀ или ਆਣੀ:

ਉਠ (верблюд) → ਉਠਣੀ (верблюдиха), ਨੌਕਰ (слуга) → ਨੌਕਰਾਣੀ (служанка)
При этом если существительное в мужском роде заканчивается на согласный и этот согласный ਣ, то добавляется только ◌ੀ «и»: ਤਰਖਾਣ (плотник) → ਤਰਖਾਣੀ (плотничиха, жена плотника).
Символ юникода U+0A23.